# لورنا باترسون
لورنا باترسون (بالإنجليزية: Lorna Patterson)‏ هي ممثلة أمريكية، ولدت في 1 يوليو 1956 بويتير في الولايات المتحدة.

## وصلات خارجية
- لورنا باترسون على موقع IMDb (الإنجليزية)
- لورنا باترسون على موقع ألو سيني (الفرنسية)
- لورنا باترسون على موقع أول موفي (الإنجليزية)
- لورنا باترسون على موقع قاعدة بيانات الأفلام السويدية (السويدية)
- لورنا باترسون على موقع ديسكوغز (الإنجليزية)
- لورنا باترسون على موقع قاعدة بيانات الفيلم (الإنجليزية)
- لورنا باترسون على موقع كينوبويسك (الروسية)